# Fredrik Byström
Fredrik Byström (* 26. März 1982) ist ein ehemaliger schwedischer Skilangläufer.

## Werdegang
Byström, der bis 2014 für den Sollefteå SK startete und seitdem für den Orsa SK startete, hatte seinen ersten internationalen Erfolg bei den Junioren-Skiweltmeisterschaften 2001 in Karpacz. Dort gewann er die Bronzemedaille im Sprint. Diesen Erfolg wiederholte er im folgenden Jahr bei den Nordische Junioren-Skiweltmeisterschaften in Schonach im Schwarzwald und bei den inoffiziellen U23-Weltmeisterschaften 2003 in Valdidentro. Sein Debüt im Skilanglauf-Weltcup hatte er im März 2003 in Borlänge, das er auf dem 57. Platz im Sprint beendete. In der Saison 2004/05 holte er im Sprint in Lapinlahti seinen ersten und einzigen Sieg im Scandinavian-Cup und errang zum Saisonende den 15. Platz in der Gesamtwertung. Im Dezember 2004 kam er im Sprint in Asiago mit dem 25. Platz erstmals im Weltcup in die Punkteränge. Im folgenden Monat gewann er bei den inoffiziellen U23-Weltmeisterschaften 2005 in Oberstdorf die Silbermedaille im Sprint. Anfang Januar 2008 wurde er Vierter über 50 km klassisch beim Vasaloppet China und Zweiter im Sprint beim Far-East-Cup in Changchun. Sein 13. und letztes Weltcuprennen lief er im November 2009 in Kuusamo, welches er auf dem 24. Platz im Sprint beendete. Dies war seine beste Platzierung im Weltcupeinzel. Seit 2010 nimmt er vorwiegend an Wettbewerben des Worldloppet Cups und der Ski Classics teil. Seine beste Platzierung dabei war der vierte Platz im Januar 2011 beim Dolomitenlauf.
Byström trat ab 2001 ebenfalls bei FIS-Rennen an. Dabei holte er vier Siege. Bei schwedischen Meisterschaften siegte er in den Jahren 2009 und 2011 zusammen mit Robin Bryntesson im Teamsprint.

## Siege bei Continental-Cup-Rennen
| Nr. | Datum            | Ort        | Disziplin       | Serie            |
| --- | ---------------- | ---------- | --------------- | ---------------- |
| 1.  | 26. Februar 2005 | Lapinlahti | Sprint Freistil | Scandinavian Cup |